# Hütten (Schleswig)

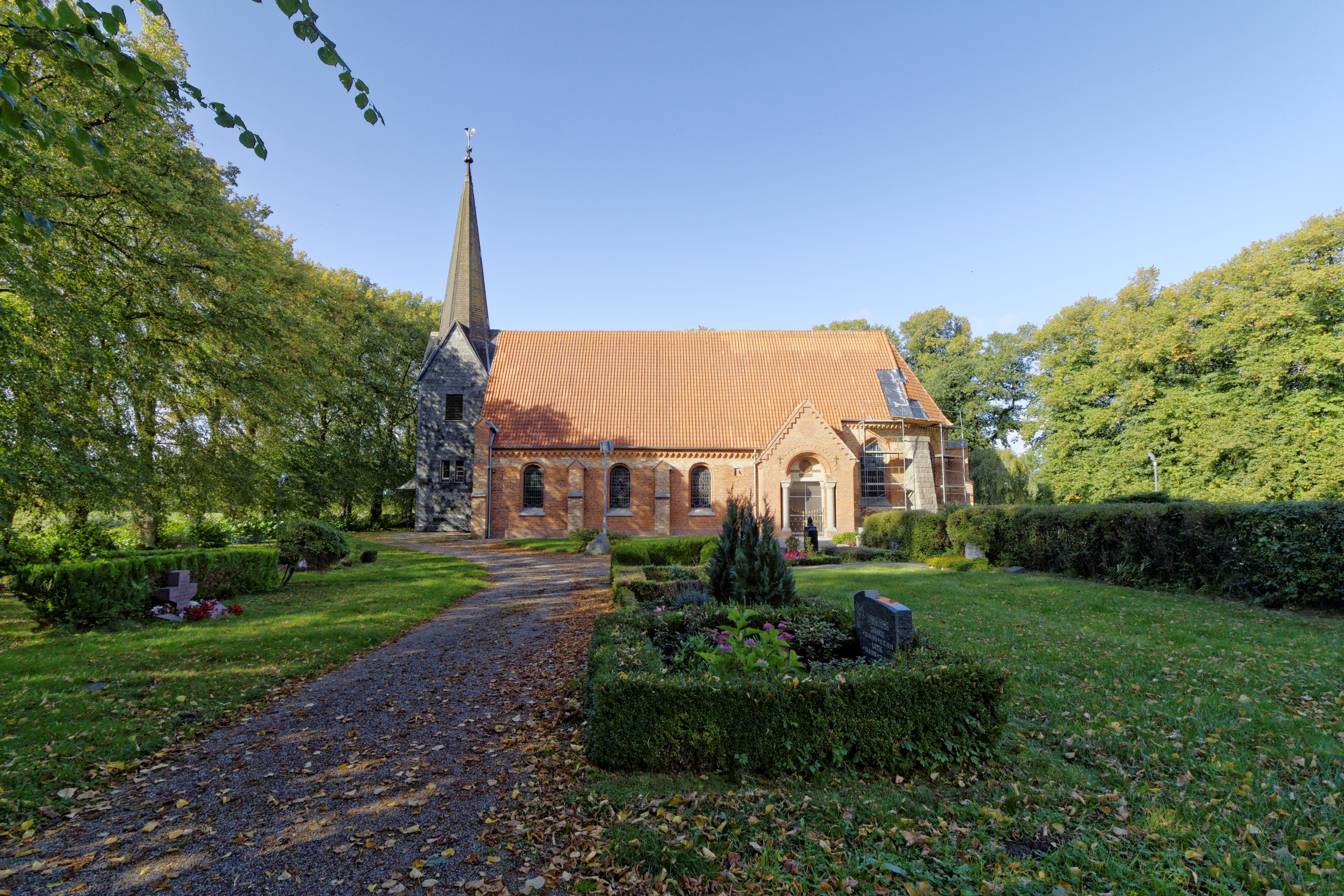
Hütten (2015).

Hütten é um município da Alemanha, localizado no distrito de Rendsburg-Eckernförde, estado de Schleswig-Holstein.